# 香港沙士互助會
香港沙士互助會（英語：Hong Kong SARS Mutual Help Association），成立於2003年12月，並於2004年2月註冊。組織由2003年香港SARS疫潮時確診患上沙士接受治療後的康復者組成。組織致力協助沙士在港大爆發期間受影響的染病者及其家屬提供協助，加深公眾對沙士的認識及帶來的災難性影響，以及令公眾及政府更正視傳染病對社區帶來的影響。
2013年，該會成立十周年，邀請香港數十位歌影視紅星製作及合唱歌曲《Let’s fly away》，參與者包括譚詠麟、曾志偉、張敬軒、楊千嬅、謝安琪、李克勤等。對於張德江指香港抗疫是靠中央政府協助，互助會大力反對該等說法，指出香港人是靠自己抗疫的。
2020年，COVID-19疫情爆发后，曾經炮轟廣東省當局因過晚通報沙士疲情的沙士互助會，會長林志釉開記招批評港府拒絕嚴陣對待疫情、不封關、不呼籲戴口罩等，指出港府凌駕旅客利益高於香港人的健康之上，更指政府官員奴才心態，不敢大動作防疫因拒絕讓中共政府尷尬。林志釉呼籲港府立即禁止內地遊客訪港以防止疫情在港爆發。